# Regiunea Tadjourah
Tadjourah este o regiune a statului Djibouti a cărei capitală este Tadjourah. Are o populație de 86.704 (rec. 2009) locuitori și o suprafață de 7.300 km2.